# 2MASS J05325346+8246465
| 2MASS J05325346+8246465                                 | 2MASS J05325346+8246465    |
| ------------------------------------------------------- | -------------------------- |
| Beobachtungsdaten Äquinoktium: J2000.0, Epoche: J2000.0 |                            |
| Sternbild                                               | Giraffe                    |
| Rektaszension                                           | 05h 32m 53,5s              |
| Deklination                                             | +82° 46′ 46.5″             |
| Scheinbare Helligkeit (J-Band)                          | (15,18 ± 0,06) mag         |
| Astrometrie                                             |                            |
| Radialgeschwindigkeit                                   | (−195 ± 11) km/s           |
| Parallaxe                                               | ca. 40 mas                 |
| Entfernung                                              | ca. 25 pc                  |
| Eigenbewegung:                                          |                            |
| Rel. Eigenbewegung                                      | (2,6241 ± 0,0018) arcsec/a |
| Positionswinkel                                         | 128,91° ± 0,02°            |
| Physikalische Eigenschaften                             |                            |
| Effektivtemperatur                                      | ca. (1730 ± 90) K          |
| Katalogeinträge                                         |                            |
| 2MASSI J05325346+8246465                                |                            |

2MASS J05325346+8246465, auch abgekürzt als 2MASS 0532+8246 bezeichnet, ist ein möglicher L-Unterzwerg im Sternbild Giraffe. Modellrechnungen ergeben starke Hinweise, dass es sich um ein substellares Objekt unmittelbar unterhalb der Massengrenze für das Wasserstoffbrennen handelt.